# Antonio Cabrini
Antonio Cabrini (Cremona, 8 oktober 1957) is een voormalig Italiaans profvoetballer en voetbaltrainer. Hij speelde gedurende zijn carrière als linksback, hoofdzakelijk in dienst van Juventus. Bij de club uit Turijn werd Cabrini, samen met Gaetano Scirea, de eerste speler die alle Europese clubtoernooien won. Cabrini wordt door experts beschouwd als een van de beste linksbacks uit de geschiedenis. In 1982 won Bell’Antonio (vertaling: mooie Antonio, vanwege zijn populariteit en knappe verschijning) met Italië het WK voetbal.

## Clubcarrière
Cabrini begon zijn professionele carrière bij Cremonese, een club uit zijn geboorteplaats. Zijn debuut vond plaats in de Serie C tijdens het seizoen 1973/74. Gedurende het volgende seizoen wist hij een basisplaats af te dwingen. Dit maakte indruk op de Atalanta, die besloten hem na afloop van het seizoen naar de Serie B te halen. Cabrini bleef maar één seizoen aan de club verbonden, want in de zomer van 1976 transfereerde hij op 19-jarige leeftijd naar Juventus, waar hij het grootste gedeelte van zijn carrière zou verblijven.
Onder leiding van de tevens nieuw aangestelde coach Giovanni Trapattoni brak er een succesvolle periode aan voor Juventus en Cabrini. De linksback werd langzaam gebracht en speelde tijdens zijn eerste seizoen negen wedstrijden. Daarmee had hij een kleine bijdrage aan de landstitel en de eerste internationale prijs die Juventus behaalde: de UEFA Cup. Daar bleef het echter niet bij, in de daaropvolgende seizoenen legden Juventus en Cabrini ook nog beslag op de Europacup in Bazel, de Europese Supercup in Turijn, de Europacup I in Brussel tijdens het Heizeldrama en de Wereldbeker in Tokio. Daarmee werd Cabrini, samen met zijn goede vriend en teamgenoot Gaetano Scirea, de eerste speler die alle internationale clubtoernooien had gewonnen. Dit werd later enkel nog geëvenaard door Sergio Brio, Stefano Tacconi, Danny Blind en Arnold Mühren. Op nationaal vlak deed Juventus echter ook van zich spreken met twee nationale bekers en vijf Scudetto's.
In de dertien seizoenen die Cabrini bij Juventus verbleef was hij niet alleen in verdedigend opzicht belangrijk, ook in de aanval was hij van waarde. Zo leverde hij heel wat voorzetten maar was hij ook gevaarlijk in het strafschopgebied. In 440 wedstrijden voor Juventus scoorde hij 53 maal, een substantieel aantal voor een verdediger. In 1989 verliet Cabrini de club en tekende hij een contract bij Bologna, waar hij na twee seizoenen zijn carrière beëindigde.

## Interlandloopbaan
Naast zijn succesvolle clubcarrière speelde Cabrini als linksback ook bijna tien voor het Italiaanse elftal. In die periode speelde Carbrini 79 interlands waarin hij 9 keer het net vond. Geen enkele andere Italiaanse verdediger scoorde zo vaak voor de Azzurri.
Cabrini werd in 1978 opgeroepen voor het nationale elftal dat zou afreizen naar het WK voetbal, zonder nog maar één interlandwedstrijd te hebben gespeeld. Tijdens de eerste groepswedstrijd tegen Frankrijk maakte hij vervolgens zijn debuut. Na afloop van het toernooi werd de 21-jarige Cabrini uitgeroepen tot Best Young Player.
Tijdens het WK in 1982 maakte Cabrini deel uit van het succesvolle elftal dat uiteindelijk wereldkampioen werd, ondanks dat de linksback in de finale tegen West-Duitsland een penalty miste. De defensie van het winnende elftal bestond naast Cabrini uit doelman Dino Zoff en verdedigers Gaetano Scirea, Giuseppe Bergomi en Claudio Gentile. Ook tijdens WK in 1986 was Cabrini nog van de partij. Dit was echter zijn laatste grote toernooi, want in oktober 1987 beëindigde de linksback zijn interlandloopbaan.
| Interlands van Antonio Cabrini voor Italië | Interlands van Antonio Cabrini voor Italië | Interlands van Antonio Cabrini voor Italië | Interlands van Antonio Cabrini voor Italië | Interlands van Antonio Cabrini voor Italië | Interlands van Antonio Cabrini voor Italië |
| №                                          | Datum                                      | Wedstrijd                                  | Uitslag                                    | Competitie                                 | Goals                                      |
| Als speler van Juventus                    | Als speler van Juventus                    | Als speler van Juventus                    | Als speler van Juventus                    | Als speler van Juventus                    | Als speler van Juventus                    |
| ------------------------------------------ | ------------------------------------------ | ------------------------------------------ | ------------------------------------------ | ------------------------------------------ | ------------------------------------------ |
| 1                                          | 02.06.1978                                 | Frankrijk – Italië                         | 1 – 2                                      | WK-eindronde                               | 0                                          |
| 2                                          | 06.06.1978                                 | Hongarije – Italië                         | 1 – 3                                      | WK-eindronde                               | 0                                          |
| 3                                          | 10.06.1978                                 | Argentinië – Italië                        | 0 – 1                                      | WK-eindronde                               | 0                                          |
| 4                                          | 14.06.1978                                 | West-Duitsland – Italië                    | 0 – 0                                      | WK-eindronde                               | 0                                          |
| 5                                          | 18.06.1978                                 | Oostenrijk – Italië                        | 0 – 1                                      | WK-eindronde                               | 0                                          |
| 6                                          | 21.06.1978                                 | Italië – Nederland                         | 1 – 2                                      | WK-eindronde                               | 0                                          |
| 7                                          | 24.06.1978                                 | Brazilië – Italië                          | 2 – 1                                      | WK-eindronde                               | 0                                          |
| 8                                          | 20.09.1978                                 | Italië – Bulgarije                         | 1 – 0                                      | Vriendschappelijk                          | Goal                                       |
| 9                                          | 23.09.1978                                 | Italië – Turkije                           | 1 – 0                                      | Vriendschappelijk                          | 0                                          |
| 10                                         | 08.11.1978                                 | Tsjecho-Slowakije – Italië                 | 3 – 0                                      | Vriendschappelijk                          | 0                                          |
| 11                                         | 21.12.1978                                 | Italië – Spanje                            | 1 – 0                                      | Vriendschappelijk                          | 0                                          |
| 12                                         | 24.02.1979                                 | Italië – Nederland                         | 3 – 0                                      | Vriendschappelijk                          | 0                                          |
| 13                                         | 26.05.1979                                 | Italië – Argentinië                        | 2 – 2                                      | Vriendschappelijk                          | 0                                          |
| 14                                         | 26.09.1979                                 | Italië – Zweden                            | 1 – 0                                      | Vriendschappelijk                          | 0                                          |
| 15                                         | 16.02.1980                                 | Italië – Roemenië                          | 2 – 1                                      | Vriendschappelijk                          | 0                                          |
| 16                                         | 15.03.1980                                 | Italië – Uruguay                           | 1 – 0                                      | Vriendschappelijk                          | 0                                          |
| 17                                         | 19.04.1980                                 | Italië – Polen                             | 2 – 2                                      | Vriendschappelijk                          | 0                                          |
| 18                                         | 12.06.1980                                 | Italië – Spanje                            | 0 – 0                                      | EK-eindronde                               | 0                                          |
| 19                                         | 21.06.1980                                 | Italië – Tsjecho-Slowakije                 | 1 – 1                                      | EK-eindronde                               | 0                                          |
| 20                                         | 24.09.1980                                 | Italië – Portugal                          | 3 – 1                                      | Vriendschappelijk                          | 0                                          |
| 21                                         | 01.11.1980                                 | Italië – Denemarken                        | 2 – 0                                      | WK-kwalificatie                            | 0                                          |
| 22                                         | 15.11.1980                                 | Italië – Joegoslavië                       | 2 – 0                                      | WK-kwalificatie                            | Goal                                       |
| 23                                         | 06.12.1980                                 | Griekenland – Italië                       | 0 – 2                                      | WK-kwalificatie                            | 0                                          |
| 24                                         | 03.01.1981                                 | Uruguay – Italië                           | 2 – 0                                      | Mundialito                                 | 0                                          |
| 25                                         | 25.02.1981                                 | Italië – Europa                            | 0 – 3                                      | Vriendschappelijk                          | 0                                          |
| 26                                         | 19.04.1981                                 | Italië – Duitse Democratische Republiek    | 0 – 0                                      | Vriendschappelijk                          | 0                                          |
| 27                                         | 03.06.1981                                 | Denemarken – Italië                        | 3 – 1                                      | WK-kwalificatie                            | 0                                          |
| 28                                         | 23.09.1981                                 | Italië – Bulgarije                         | 3 – 2                                      | Vriendschappelijk                          | 0                                          |
| 29                                         | 17.10.1981                                 | Joegoslavië – Italië                       | 1 – 1                                      | WK-kwalificatie                            | 0                                          |
| 30                                         | 14.11.1981                                 | Italië – Griekenland                       | 1 – 1                                      | WK-kwalificatie                            | 0                                          |
| 31                                         | 05.12.1981                                 | Italië – Luxemburg                         | 1 – 0                                      | WK-kwalificatie                            | 0                                          |
| 32                                         | 23.02.1982                                 | Frankrijk – Italië                         | 2 – 0                                      | Vriendschappelijk                          | 0                                          |
| 33                                         | 28.05.1982                                 | Zwitserland – Italië                       | 1 – 1                                      | Vriendschappelijk                          | Goal                                       |
| 34                                         | 14.06.1982                                 | Italië – Polen                             | 0 – 0                                      | WK-eindronde                               | 0                                          |
| 35                                         | 18.06.1982                                 | Italië – Peru                              | 1 – 1                                      | WK-eindronde                               | 0                                          |
| 36                                         | 23.06.1982                                 | Kameroen – Italië                          | 1 – 1                                      | WK-eindronde                               | 0                                          |
| 37                                         | 29.06.1982                                 | Argentinië – Italië                        | 1 – 2                                      | WK-eindronde                               | Goal                                       |
| 38                                         | 05.07.1982                                 | Brazilië – Italië                          | 2 – 3                                      | WK-eindronde                               | 0                                          |
| 39                                         | 08.07.1982                                 | Italië – Polen                             | 2 – 0                                      | WK-eindronde                               | 0                                          |
| 40                                         | 11.07.1982                                 | West-Duitsland – Italië                    | 1 – 3                                      | WK-eindronde                               | 0                                          |
| 41                                         | 27.10.1982                                 | Italië – Zwitserland                       | 0 – 1                                      | Vriendschappelijk                          | 0                                          |
| 42                                         | 12.02.1983                                 | Cyprus – Italië                            | 1 – 0                                      | EK-kwalificatie                            | 0                                          |
| 43                                         | 16.04.1983                                 | Roemenië – Italië                          | 1 – 0                                      | EK-kwalificatie                            | 0                                          |
| 44                                         | 29.05.1983                                 | Zweden – Italië                            | 2 – 0                                      | EK-kwalificatie                            | 0                                          |
| 45                                         | 05.10.1983                                 | Italië – Griekenland                       | 3 – 0                                      | Vriendschappelijk                          | Goal                                       |
| 46                                         | 15.10.1983                                 | Italië – Zweden                            | 0 – 3                                      | EK-kwalificatie                            | 0                                          |
| 47                                         | 16.11.1983                                 | Tsjecho-Slowakije – Italië                 | 2 – 0                                      | EK-kwalificatie                            | 0                                          |
| 48                                         | 22.12.1983                                 | Italië – Cyprus                            | 3 – 1                                      | EK-kwalificatie                            | Goal                                       |
| 49                                         | 04.02.1984                                 | Italië – Mexico                            | 5 – 0                                      | Vriendschappelijk                          | 0                                          |
| 50                                         | 03.03.1984                                 | Turkije – Italië                           | 1 – 2                                      | Vriendschappelijk                          | Goal                                       |
| 51                                         | 07.04.1984                                 | Italië – Tsjecho-Slowakije                 | 1 – 1                                      | Vriendschappelijk                          | 0                                          |
| 52                                         | 26.09.1984                                 | Italië – Zweden                            | 1 – 0                                      | Vriendschappelijk                          | Goal                                       |
| 53                                         | 03.11.1984                                 | Zwitserland – Italië                       | 1 – 1                                      | Vriendschappelijk                          | Goal                                       |
| 54                                         | 08.12.1984                                 | Italië – Polen                             | 2 – 0                                      | Vriendschappelijk                          | 0                                          |
| 55                                         | 05.02.1985                                 | Ierland – Italië                           | 1 – 2                                      | Vriendschappelijk                          | 0                                          |
| 56                                         | 13.03.1985                                 | Griekenland – Italië                       | 0 – 0                                      | Vriendschappelijk                          | 0                                          |
| 57                                         | 03.04.1985                                 | Italië – Portugal                          | 2 – 0                                      | Vriendschappelijk                          | 0                                          |
| 58                                         | 02.06.1985                                 | Mexico – Italië                            | 1 – 1                                      | Vriendschappelijk                          | 0                                          |
| 59                                         | 06.06.1985                                 | Engeland – Italië                          | 1 – 2                                      | Vriendschappelijk                          | 0                                          |
| 60                                         | 25.09.1985                                 | Italië – Noorwegen                         | 1 – 2                                      | Vriendschappelijk                          | 0                                          |
| 61                                         | 16.11.1985                                 | Polen – Italië                             | 1 – 0                                      | Vriendschappelijk                          | 0                                          |
| 62                                         | 05.02.1986                                 | Italië – West-Duitsland                    | 1 – 2                                      | Vriendschappelijk                          | 0                                          |
| 63                                         | 26.03.1986                                 | Italië – Oostenrijk                        | 2 – 1                                      | Vriendschappelijk                          | 0                                          |
| 64                                         | 11.05.1986                                 | Italië – China                             | 2 – 0                                      | Vriendschappelijk                          | 0                                          |
| 65                                         | 31.05.1986                                 | Bulgarije – Italië                         | 1 – 1                                      | WK-eindronde                               | 0                                          |
| 66                                         | 05.06.1986                                 | Argentinië – Italië                        | 1 – 1                                      | WK-eindronde                               | 0                                          |
| 67                                         | 10.06.1986                                 | Italië – Zuid-Korea                        | 3 – 2                                      | WK-eindronde                               | 0                                          |
| 68                                         | 17.06.1986                                 | Frankrijk – Italië                         | 2 – 0                                      | WK-eindronde                               | 0                                          |
| 69                                         | 15.11.1986                                 | Italië – Zwitserland                       | 3 – 2                                      | EK-kwalificatie                            | 0                                          |
| 70                                         | 24.01.1987                                 | Italië – Malta                             | 5 – 0                                      | EK-kwalificatie                            | 0                                          |
| 71                                         | 14.02.1987                                 | Portugal – Italië                          | 0 – 1                                      | EK-kwalificatie                            | 0                                          |
| 72                                         | 23.09.1987                                 | Italië – Joegoslavië                       | 1 – 0                                      | Vriendschappelijk                          | 0                                          |
| 73                                         | 17.10.1987                                 | Zwitserland – Italië                       | 0 – 0                                      | EK-kwalificatie                            | 0                                          |

## Trainerscarrière
In 2000 begon Cabrini aan zijn trainerscarrière bij Serie C1-club Arezzo, waar hij Serse Cosmi verving. Met de club liep hij echter promotie mis. Vervolgens coachte hij Serie B-club Crotone met weinig succes en werd hij hoofdtrainer van Serie C1-clubs Pisa en Novara, waar Cabrini ook weinig resultaat boekte.
In september 2007 werd Cabrini aangesteld als bondscoach van Syrië. Problemen bij de Syrische voetbalbond en sponsoren over de betaling van salaris leidden er echter toe dat hij in januari 2008 noodgedwongen op moest stappen. Cabrini vertrok zonder één wedstrijd van Syrië te hebben gecoacht.
Sinds mei 2012 is hij bondscoach van het Italiaans vrouwenelftal, met wie hij onder meer deelnam aan het Europees kampioenschap 2013 en 2017.

## Erelijst
Als speler
| Competitie                 |          |                                                      |          |          |
| Competitie                 | Aantal   | Jaren                                                |          |          |
| Juventus                   | Juventus | Juventus                                             | Juventus | Juventus |
| -------------------------- | -------- | ---------------------------------------------------- | -------- | -------- |
| Mondiaal                   |          |                                                      |          |          |
| Wereldbeker voor clubteams | 1x       | 1985                                                 |          |          |
| Internationaal             |          |                                                      |          |          |
| Europacup I                | 1x       | 1984/85                                              |          |          |
| Europacup II               | 1x       | 1983/84                                              |          |          |
| Europese Supercup          | 1x       | 1984                                                 |          |          |
| UEFA Cup                   | 1x       | 1976/77                                              |          |          |
| Nationaal                  |          |                                                      |          |          |
| Serie A                    | 6x       | 1976/77, 1977/78, 1980/81, 1981/82, 1983/84, 1985/86 |          |          |
| Coppa Italia               | 2x       | 1978/79, 1982/83                                     |          |          |

| Competitie | Winnaar | Winnaar | Runner-up | Runner-up | Derde  | Derde  |
| Competitie | Aantal  | Jaren   | Aantal    | Jaren     | Aantal | Jaren  |
| Italië     | Italië  | Italië  | Italië    | Italië    | Italië | Italië |
| ---------- | ------- | ------- | --------- | --------- | ------ | ------ |
| FIFA WK    | 1x      | 1982    |           |           |        |        |

Individueel
- Best Young Player op het WK: 1978